# Don Quijote de la Mancha (pel·lícula de 1947)
Don Quijote de la Mancha és una pel·lícula espanyola de 1947 dirigida per Rafael Gil i basada en la novel·la homònima de Miguel de Cervantes Saavedra. És protagonitzada pel duo d'actors Rafael Rivelles i Juan Calvo. Va ser en la seva època l'adaptació de la novel·la més llarga de la seva època (dues hores i dotze minuts) i més fidedigna a l'obra literària, seguint reverencialment els seus diàlegs i l'ordre dels episodis, a diferència de la versió de 1933 de Georg Wilhelm Pabst i la posterior versió soviètica de la pel·lícula, en les quals s'ha alterat l'ordre de les aventures com la majoria de les versions cinematogràfiques realitzades.
La pel·lícula, que protagonitzen Rafael Rivelles en el paper d'El Quixot i Juan Calvo com Sancho Panza, a més d'un destacat Fernando Rey com Sansón Carrasco i la popular actriu Sara Montiel com Antonia, la neboda del Quixot. La banda sonora per a la pel·lícula va ser composta per Ernesto Halffter, i la pel·lícula va ser rodada en diversos punts de La Manxa i altres regions espanyoles.

## Argumento
La pel·lícula és una de les versions més fidedignes a l'obra de Cervantes, i igual que en ella, narra les aventures de Alonso Quijano, un gentilhome de La Manxa que després de llegir una vegada i una altra llibres de cavalleries, es creï un cavaller errant. Per això inicia un viatge amb la condició de trobar un camí ple d'aventures. Desobeint al capellà i al barber de la seva localitat, inicia el seu viatge nomenant Sancho Panza com el seu escuder.
Alonso decideix prendre el nom del Quixot de la Manxa per a les seves gestes, no obstant això durant aquest camí desvarieja en diverses ocasions, confonent molins amb gegants i ramats d'ovelles amb exèrcits a punt d'enredar-se en una lluita. Després d'alliberar a uns presos gairebé per accident decideix quedar-se bandejat en la muntanya per a pagar pels seus actes, però després entre Sancho Panza, el capellà i el barber, se les enginyaran per portar-lo en una cel·la de fusta de nou a casa.
Les seves desventures seran recollides en un llibre que aviat s'estendran per tot Espanya, a causa d'això molts ja coneixeran el seu nom, però no per la seva fama, sinó per la bogeria que habita en la ment del Quixot de la Manxa que es creï un cavaller errant en una època on ja no existeixen. Animat pel batxiller Sansón Carrasco realitzarà una segona sortida en la qual moltes persones, en reconèixer-li, començaran a burlar-se d'ell i a jugar amb la seva bogeria. Sansón Carrasco intentarà que torni de nou a casa disfressant-se d'un cavaller per vèncer-lo en duel, no obstant això perdrà i ho tornarà a intentar temps després, triomfant en la seva comesa i aconseguint que El Quixot, abatut per la derrota, torni a la seva llar a passar un any sense emprendre cap gesta. El dolor físic i mental portaran al Quixot als seus últims dies, morint al final abrigallat pels seus amics i la seva família.

## Repartiment
- Rafael Rivelles - Don Quijote
- Juan Calvo - Sancho Panza
- Fernando Rey - Sansón Carrasco
- Julia Caba Alba - ama
- Sara Montiel - Antonia
- Juan Espantaleón - capellà
- Manolo Moran - barbero
- María Asquerino[a] - Lusciinda
- Nani Fernández - Dorotea
- José María Seoane - Cardenio
- Eduardo Fajardo - Don Fernando
- Guillermo Marín - duque
- Guillermina Grin - duquessa

## Producció
Després de passar per la Guerra Civil Espanyola les companyies de cinema van començar una nova forma de producció, intentant crear un cinema més comercial, per tant més barat i que agradés i entretingués més al públic, així que el gènere que més abastava aquestes característiques era la comèdia. Cifesa s'incloïa en aquestes noves productores que apostaven per aquesta mena de cinema, no obstant això ja a meitat dels anys quaranta es va intentar dirigir més cap a les grans produccions històriques.
Amb aquest nou plantejament que Cifesa va adoptar, semblava gairebé inevitable que es fes una adaptació de l'obra de Miguel de Cervantes, El Quixot de la Manxa, ja que a més, l'any 1947 es complia el quart centenari de l'aniversari de l'autor. Amb tots aquests pretextos se li va encarregar a Rafael Gil, un gran coneixedor de l'obra de Cervantes, que s'encarregués de realitzar l'adaptació a pel·lícula. Òbviament es va invertir molt, tant en personatges, en decorats i en localitzacions per a rodar, d'aquesta forma es va aconseguir la que és considerada per molts autors una de les millors adaptacions que s'ha fet del Quixot de la Manxa en la història, així com una de les millors pel·lícules tant de Rafael Gil com de la productora Cifesa.

## Premis
La pel·lícula va aconseguir un premi econòmic de 400.000 ptes, als premis del Sindicat Nacional de l'Espectacle de 1948.